# God's Love
God's Love is een nummer van de Amerikaanse band Bad Religion. Het is het achtste nummer van hun dertiende album: The Empire Strikes First. De tekst is afkomstig van vocalist Greg Graffin. In bpm heeft het nummer een hoger tempo dan andere nummers op het album. Het duurt net iets langer van twee en een halve minuut.

## Tekst
De tekst gaat erover dat veel oorlogen worden gevoerd vanuit geloofsovertuigingen. De band geeft voorbeelden waarom dit fout is. Graffin zingt: And what i'm frightened off, is that they call it God's Love. Vrij vertaald: En waar ik bang voor ben, is dat ze het Gods liefde noemen. Hij doelt erop dat sommige mensen oorlog zien als de wil van God.

## Albums
Naast het oorspronkelijke album The Empire Strikes First is het nummer ook de beluisteren als veertiende track op de dvd Live at the Palladium.

## Samenstelling
- Greg Graffin - Zanger
- Brett Gurewitz - Gitaar
- Brian Baker - Gitaar
- Greg Hetson - Gitaar
- Jay Bentley - Basgitaar
- Brooks Wackerman - Drums